# Дом Перелешина
Дом Перелешина — двухэтажное здание в городе Таганроге Ростовской области. Объект культурного наследия регионального значения. Решение № 301 от 18.11.92 года.
Адрес: г. Таганрог, ул. Греческая, 63.

## История
Двухэтажный дом на восемь окон с парадным входом по центру и балконом над входом в г. Таганроге по ул. Греческая, 63 был построен в 3-й четверти XIX века. Продолжение основного корпуса здания слева было пристроено значительно позднее. Пристройка была выполнена с двумя окнами и въездом с металлическими воротами во внутренний двор.
Первым его владельцем здания был чиновник особых поручений при таганрогском адмирале, градоначальнике Таганрога (1864—1866) Павле Александровиче Перелешине, коллежский асессор Михаил Семенович Кравцов. В 1874 году в городе были открыты мореходные классы, и Михаил Семенович вместе с Ахиллесом Николаевичем Алафузовым и Иваном Алексеевичем Ветлицким вошли в состав комитета по их управлению.

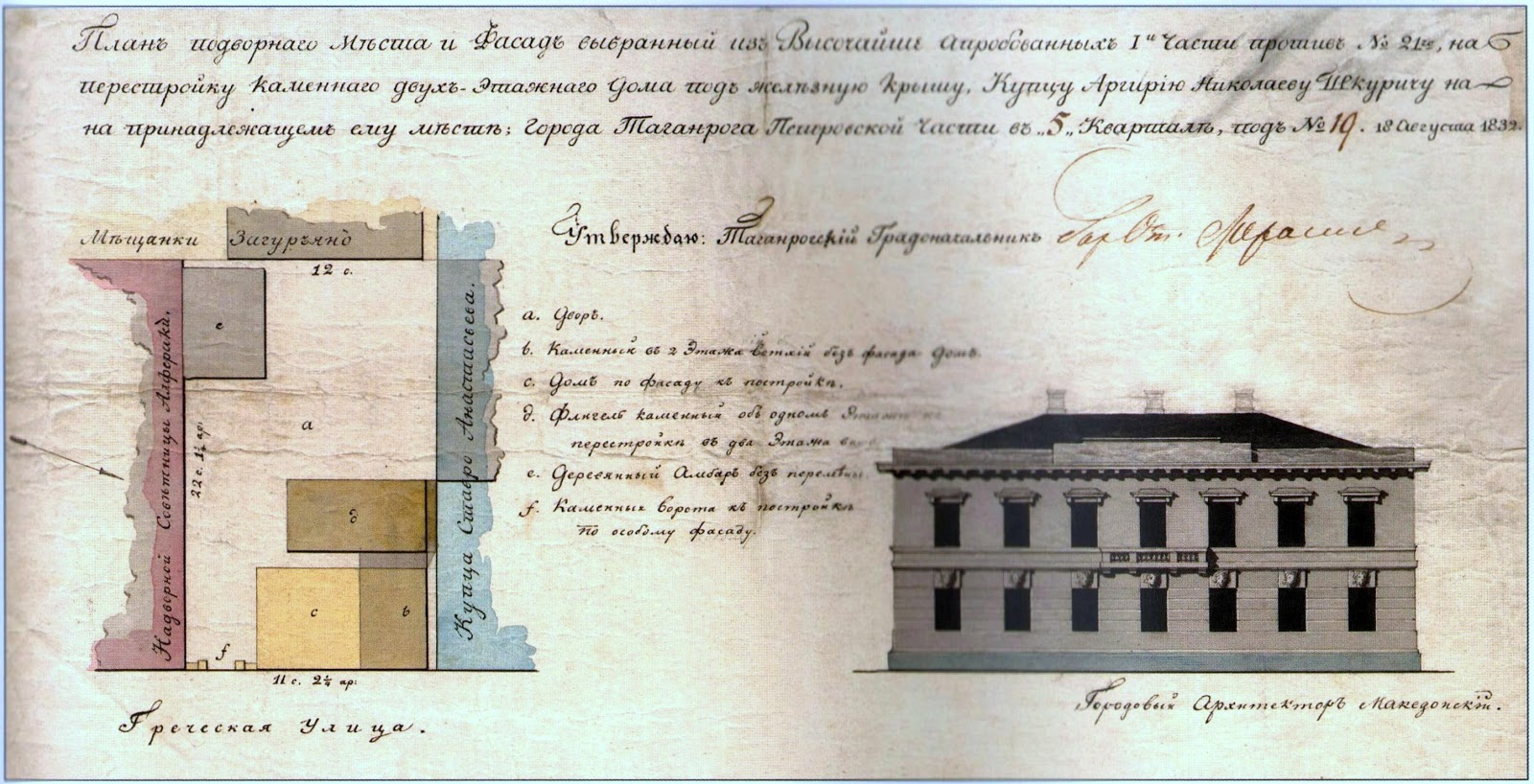
Таганрог. Греческая ул., 63. Проект 1832 г. Арх. П. Македонский.

В конце 1870-х годов дом приобрёл присяжный стряпчий коммерческого суда, коллежский секретарь Яков Викторович Дьяченко. После его смерти во владение домом вступили его наследники. В 1890-х годах дом приобрела жена инженера-механика Любовь Кроткова, владевшая им до 1900 года. Последним хозяином особняка был зажиточный крестьянин Семен Федорович Фёдоров. При последнем владельце дома квартиру в нём снимал преподаватель естественной истории Мариинской женской гимназии и частного училища первого разряда А. А. Грановского — Владимир Семенович Михайловский.
Парадный вход в дом был устроен с улицы. На второй этаж дома вела широкая мраморная лестница, разветвляющаяся в правую и левую половины дома. Прямоугольные окна первого этажа украшают замковые камни, второго этажа — наличники и сандрики.
В годы советской власти здание было национализировано. В настоящее время это жилой дом. Здание является объектом культурного наследия регионального значения.

## Архитектура
Двухэтажный дом с восемью окнами по горизонтали и с парадным входом построен в стиле раннего классицизма. Над его парадным входом устроен большой балкон. Въезд во двор здания с металлическими воротами находится в его левой части. Левое продолжение основного корпуса здания построено значительно позднее.
Над окнами второго этажа сделаны сандрики на кронштейнах. Под окнами устроены прямоугольные ниши. Над окнами первого этажа устроены замковые камни и венчающий карниз с модильонами.